# Ушки (залив)
У́шки — залив на севере Охотского моря.

## География
С востока и юго-запада ограничен мысами Ржавый и Елагина. Также в заливе находятся мысы Подкова, Заметный, Медвежий, озеро Манья, отделённое косой, бухта Кулку, полуостров Каменистый. На западе и юго-западе омывает полуостров Лисянского, которым отделён от Ейринейской губы. У восточного берега залива и далее вдоль побережья на восток проходят горы Чуткавар. На мысе Ржавый находится гора Чёрная (664 метра), далее возле мыса Сюркум расположены горы Ржавая (769 метров) и Плоская (1296 метров) — высшая точка Чуткавар. Также вблизи залива через горы проходит граница с Магаданской областью. На севере омывает Кава-Тауйскую равнину.

## История
Американские китобойные суда охотились на гренландских китов в заливе в 1840—1850-х годах. Из-за появляющегося здесь корабля-призрака они называли его Шипердес-Бей (залив Пасту́шки).